# Allocosa mokiensis
Allocosa mokiensis là một loài nhện trong họ wolfspinnen (Lycosidae).
Loài này thuộc chi Allocosa. Allocosa mokiensis được Willis J. Gertsch miêu tả năm 1934.